# Johann Friedrich Bachoff von Echt (kansler)
 Der er flere personer med dette navn, se Johann Friedrich Bachoff von Echt.
Johann Friedrich rigsfriherre Bachoff von Echt (født 17. februar 1643 i Gotha, død 27. oktober 1726) var en tysk gehejmeråd og kansler, fader til Johann Friedrich Bachoff von Echt og Ludwig Heinrich Bachoff von Echt.
Han tilhørte en meget gammel limburgsk adelsslægt, hvoraf en gren tidligt nedsatte sig i Køln, men på grund af overgang til protestantismen måtte forlade denne by og søge et nyt hjem i Preussen og Sachsen, hvor den endnu er bosiddende i det altenburgske. I Køln indtog familien en fremragende plads i det rige handelspatriciat, adskillige af dens medlemmer udmærkede sig som videnskabsmænd (retsvidenskab, medicin), og andre kæmpede tappert under Gustav Adolfs og Frederik II's faner.
Bachoff von Echt læste fra 1660 jura ved universitetet i Leipzig, blev 1665 lærer for arveprins Frederik (I) af Sachsen-Gotha-Altenburg og ledsagede 1667 prinsens på dennes dannelsesrejse til Frankrig. 1673 blev han virkelig hofråd, 1680 gehejmeråd, 1698 kansler og regeringsdirektør. Ved hertug Frederik I's død 1691 blev han medformynder for dennes sønner Frederik (II) og Johan Vilhelm.
Hans adelskab blev fornyet 1683, og han blev af kejseren udnævnt til rigsfriherre og rigshofråd. Han besad betydelige godser omkring Gotha og efterlod en anseelig formue.